# Волленпопак (Пенсільванія)
Волленпопак (англ. Wallenpaupack Lake Estates) — переписна місцевість (CDP) в США, в окрузі Вейн штату Пенсільванія. Населення — 1226 осіб (2020).

## Географія
Волленпопак розташований за координатами 41°23′49″ пн. ш. 75°16′22″ зх. д. / 41.39694° пн. ш. 75.27278° зх. д. (41.396963, -75.272758).  За даними Бюро перепису населення США в 2010 році переписна місцевість мала площу 5,47 км², з яких 4,48 км² — суходіл та 1,00 км² — водойми.

## Демографія
Згідно з переписом 2010 року, у переписній місцевості мешкало 1279 осіб у 537 домогосподарствах у складі 405 родин. Густота населення становила 234 особи/км².  Було 1415 помешкань (259/км²).
Расовий склад населення:
| - 96,0 % — білих - 2,3 % — чорних або афроамериканців - 0,3 % — азіатів - 0,2 % — корінних американців |

До двох чи більше рас належало 0,8 %. Частка іспаномовних становила 3,6 % від усіх жителів.
За віковим діапазоном населення розподілялося таким чином: 18,5 % — особи молодші 18 років, 54,8 % — особи у віці 18—64 років, 26,7 % — особи у віці 65 років та старші. Медіана віку мешканця становила 51,5 року. На 100 осіб жіночої статі у переписній місцевості припадало 97,7 чоловіків;  на 100 жінок у віці від 18 років та старших — 99,8 чоловіків також старших 18 років.
Середній дохід на одне домашнє господарство  становив 76 547 доларів США (медіана — 58 026), а середній дохід на одну сім'ю — 82 053 долари (медіана — 61 339). За межею бідності перебувало 14,8 % осіб, у тому числі 31,0 % дітей у віці до 18 років та 2,7 % осіб у віці 65 років та старших.
Цивільне працевлаштоване населення становило 515 осіб. Основні галузі зайнятості: роздрібна торгівля — 22,5 %, фінанси, страхування та нерухомість — 20,0 %, освіта, охорона здоров'я та соціальна допомога — 12,4 %, будівництво — 11,8 %.